# Fear Before
Fear Before (zuvor Fear Before the March of Flames) ist eine 2002 gegründete Hardcoreband aus Aurora im US-Bundesstaat Colorado. Der musikalisch experimentelle Ansatz der Band vereint unter anderem Elemente aus Post-Hardcore, Metalcore und Mathcore.
Fear Before ist beim Musiklabel Equal Vision Records unter Vertrag.

## Geschichte
Im Jahr 2002 formierten Sänger David Marion, Gitarrist Adam Fisher, Bassist Michael Madruga und Schlagzeuger Brandon Proff Fear Before. Die Mitglieder zogen ihre Inspiration aus Bands wie Converge, Botch und The Blood Brothers.
Das erste Album Odd How People Shake wurde zuerst 2003 über Rise Records veröffentlicht, im Frühjahr 2004 folgte der Re-Release über das Musiklabel Equal Vision Records.
Noch im gleichen Jahr folgte mit Art Damage das zweite Album der Band.
Auf dem 2006 erschienenen The Always Open Mouth arbeitete Fear Before vermehrt mit unter anderem Synthesizern und anderen elektronischen Effekte.
Nach einer im September 2008 vorgenommenen Namenskürzung zu Fear Before erschien am 28. Oktober 2008 das selbstbetitelte, vierte Studioalbum der Band. Auf der Veröffentlichung sind verschiedene Gastmusiker vertreten, darunter Thomas Erak von The Fall of Troy und Mitglieder von Bands wie Heavy Heavy Low Low, Portugal. The Man und Vaux. Im Vergleich zu den früheren Alben der Band ist die Häufigkeit klarer Gesangsstimmen erhöht worden.

## Diskografie
- 2002: Fear Before the March of Flames (EP im Eigenvertrieb)
- 2003: Odd How People Shake (Rise Records/Equal Vision Records)
- 2004: Art Damage (Equal Vision Records)
- 2004: Live at the Epicentre (Live-EP, Equal Vision Records)
- 2005: Stop All the Downloading (EP, Equal Vision Records)
- 2006: The Always Open Mouth (Equal Vision Records)
- 2007: A Little Less Teeth (EP, Equal Vision Records)
- 2008: Fear Before (Equal Vision Records)